# Беглі (округ Оконто, Вісконсин)
Беглі (англ. Bagley) — місто (англ. town) в США, в окрузі Оконто штату Вісконсин. Населення — 275 осіб (2020).

## Демографія
Згідно з переписом 2010 року, у місті мешкала 291 особа в 126 домогосподарствах у складі 90 родин. Було 255 помешкань
Расовий склад населення:
| - 97,6 % — білих - 1,4 % — корінних американців - 0,3 % — чорних або афроамериканців |

До двох чи більше рас належало 0,7 %. Частка іспаномовних становила 0,0 % від усіх жителів.
За віковим діапазоном населення розподілялося таким чином: 17,9 % — особи молодші 18 років, 58,4 % — особи у віці 18—64 років, 23,7 % — особи у віці 65 років та старші. Медіана віку мешканця становила 50,1 року. На 100 осіб жіночої статі у місті припадало 106,4 чоловіків;  на 100 жінок у віці від 18 років та старших — 111,5 чоловіків також старших 18 років.
Середній дохід на одне домашнє господарство  становив 51 129 доларів США (медіана — 48 125), а середній дохід на одну сім'ю — 56 490 доларів (медіана — 53 750). Медіана доходів становила 42 361 долар для чоловіків та 31 042 долари для жінок. За межею бідності перебувало 17,2 % осіб, у тому числі 18,8 % дітей у віці до 18 років та 11,4 % осіб у віці 65 років та старших.
Цивільне працевлаштоване населення становило 115 осіб. Основні галузі зайнятості: виробництво — 22,6 %, освіта, охорона здоров'я та соціальна допомога — 21,7 %, будівництво — 20,0 %.